# واحد ارزی اروپا
واحد ارزی اروپا (به انگلیسی: European Currency Unit) یکای پول رایج در اتحادیه اروپا پیش از یورو بود. این یکای پول از ۱۹۷۹ تا اول ژانویه ۱۹۹۹ به کار می‌رفت.